# Eddie Koiki Mabo
Edward (Eddie) Koiki Mabo (Murrayeiland, 29 juni 1936 – Brisbane, 21 januari 1992) was een Meriam-man die een belangrijke rol speelde binnen de landrechtenbeweging in Australië. Hij werd geboren op het eiland Mer (Murrayeiland) in de Straat Torres. Op 55-jarige leeftijd overleed hij in Brisbane aan kanker.

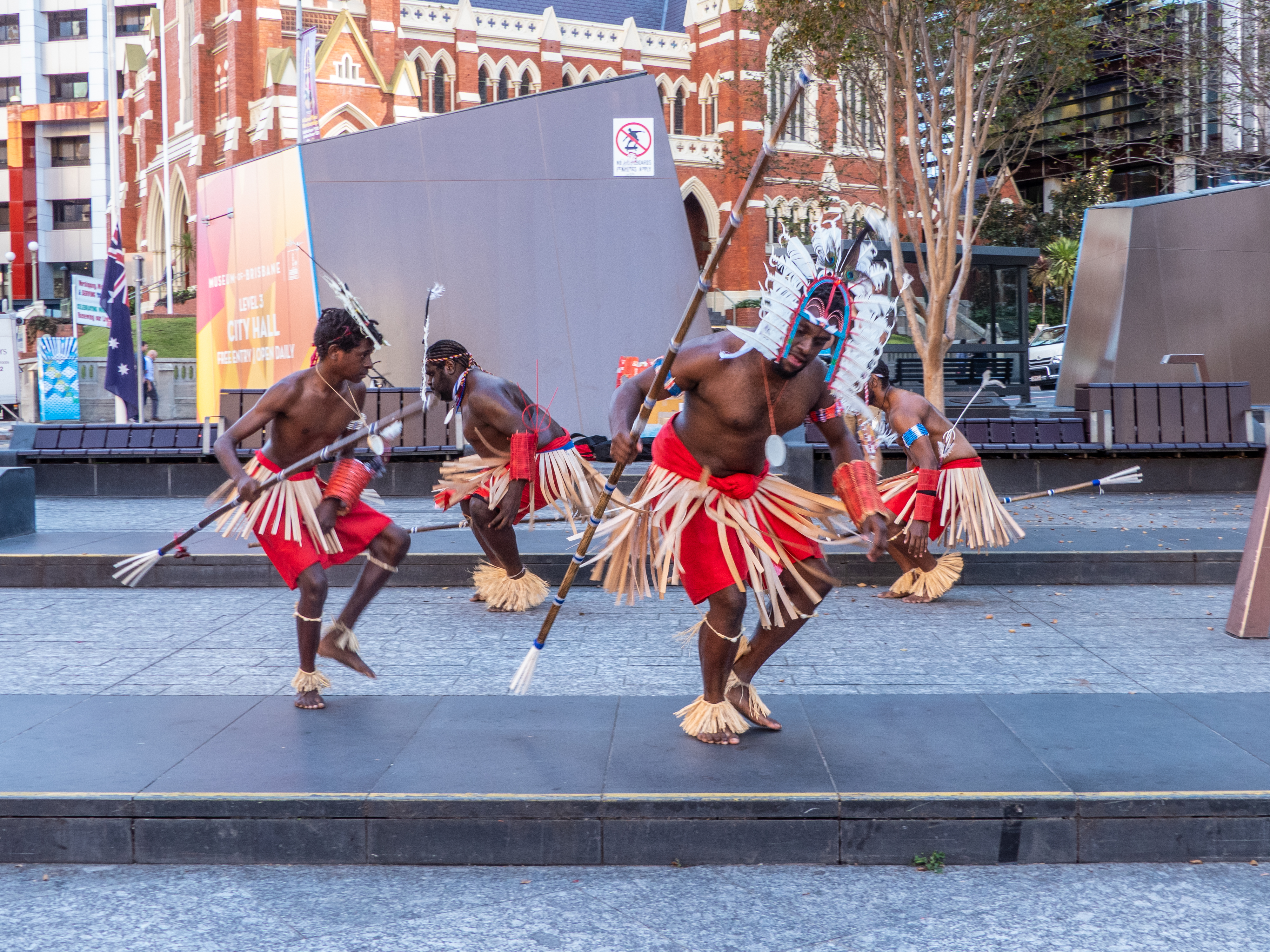
Viering van de 25e verjaardag van het Mabo-vonnis (Brisbane, 2017)

Cunningham verdiende het meeste geld met etnologische tentoonstellingen

## Jeugd
Edward Koiki Mabo was de zoon van Robert Sambo en Poipe Mabo. Zijn moeder stierf kort na zijn geboorte. Hij werd geadopteerd door zijn oom Benny Mabo en zijn tante Maiga.
Al vroeg maakte hij kennis met de taal van de Meriam en het sociale en culturele leven op het eiland Mer. Ook nam hij deel aan ceremonies en verwierf hij onder andere traditionele kennis over riten, spiritualiteit en vistechnieken van de Meriam. Op school leerde hij Engels dat hij al vroeg uitstekend beheerste en dat hem als activist enorm van voordeel zou strekken.

## Werkzaam leven
Sinds het midden van de 19e eeuw werd de economie in de Straat Torres gedomineerd door de parelmoer- en de trepangindustrie. Na 1912 kam daar de trochusindustrie bij. De schelpen van dit weekdier lagen op geringe diepte en konden daarom worden opgedoken. Veel Straat Torres-eilanders, inclusief Koiki Mabo, verdienden hun geld in deze industrie. Door zijn werk op diverse trochusboten bezocht hij meermaals het vasteland en maakte hier kennis met een heel ander leven. Anders dan op Murrayeiland was het toezicht van de staat op de oorspronkelijke bevolking hier minder strikt.
Op zoek naar nieuwe ervaringen, maar ook op aanraden van zijn tante Maiga vertrok hij aan het eind van de jaren zestig naar Queensland. Hier werkte hij onder andere op de suikerrietplantages, bij de spoorwegen en later als tuinman op de campus van de James Cook Universiteit van Townesville. Hij keerde nog maar zelden terug naar Mer en werd hier na verloop van tijd als een buitenstaander gezien.
Koiki Mabo richtte in het midden van de jaren tachtig de Black Community School op, omdat hij de manier waarop Aboriginalkinderen en kinderen van Straat Torres-eilanders door blanke leraren werden onderwezen neerbuigend en racistisch vond. De school stuitte op weerstand van onderwijsinstanties en had een chronisch tekort aan geld, maar bestond desondanks 12 jaar.

## Activisme
In zijn tijd bij de spoorwegen kwam Koiki Mabo in contact met de arbeidersbeweging en werd hij vakbondsvertegenwoordiger. Ook raakte hij actief binnen diverse zwarte organisaties in Queensland. Die bestonden vooral uit Aboriginals en Zuidzee-eilanders (mensen van de eilanden in de westelijke zone van de Grote Oceaan, die in de 19e eeuw werden geworven om op de suikerrietplantages van Queensland te werken). Hij werd lid van de Aboriginal Advancement League die weer in nauwe verbinding met de vakbonden stond.
Tijdens zijn werk als tuinman aan de Universiteit van Townsville leerde hij professor Noel Loos en de historicus Henry Reynolds kennen. Door hen kwam hij tot de schokkende ontdekking dat Mer Kroonland was en dat zijn volk geen rechten met betrekking tot het eiland had. Vanaf dat moment begon Koiki Mabo zich intensief in landrechten te verdiepen. Hij bezocht colleges van Loos en Reynolds en diverse cursussen en conferenties. In 1976 pleitte hij er tijdens een conferentie voor dat de Straat Torres-eilanden een autonome regio binnen Australië zouden vormen met soevereine rechten. 
De inspanningen van Koiki Mabo werden niet door iedereen op Murrayeiland begroet. Noel Loos beschrijft zijn relatie met de Meriam als “often unsettling, even turbulent, and sometimes very stormy indeed”. Hij werd nog steeds als een buitenstaander gezien, omdat hij niet meer op Mer woonde. Enerzijds vormde hij een bedreiging voor de bestaande verhoudingen op het eiland, maar anderzijds gaf hij de bewoners ook hoop op een betere toekomst met meer zelfbestemming. 
In 1981 herhaalde hij zijn pleidooi voor autonome Straat Torres-eilanden op de conferentie Land Rights and the Future of Australian Race Relations. Hierna spoorde de juriste Barbara Hocking de bewoners van Mer aan om een rechtszaak aan te spannen om hun land terug te claimen. Koiki Mabo was de centrale persoon onder de eisers. De zaak werd daarom Mabo v Queensland genoemd.

## Mabo-zaak
De rechtszaak begon in 1982 en eindigde in 1992, vierenhalve maand na het overlijden van Koiki Mabo. De uitspraak was baanbrekend omdat de rechter voor het eerst erkende dat de Aboriginals en Straat Torres-eilanders voor de komst van de Europeanen over eigen traditionele rechtssystemen beschikten. De rechtbank oordeelde dat bepaalde hieruit voortvloeiende traditionele rechten nog steeds geldig waren voor zover ze niet door Australische wetten en besluiten waren uitgewist. De rechtbank verwierp hiermee het principe van terra nullius waarmee tot dan toe de kolonisatie van Australië werd gerechtvaardigd. De Meriam verwierven op basis van de uitspraak native-title-rechten.
De uitspraak maakte de weg vrij voor andere volkeren om native-title-rechten met betrekking tot hun traditionele land te claimen.
De manuscripten van de Mabo-zaak werden in 2001 opgenomen in de Werelderfgoedlijst voor documenten van de UNESCO.

## Persoonlijk leven en overlijden
In 1959 trouwde Koiki Mabo met Bonita (Netta) Neehow. Beiden hadden een zeer innige relatie. Zij kregen samen 10 kinderen. Bonita Mabo was intensief betrokken bij de activiteiten van haar man en vervulde een belangrijke rol bij het runnen van de Black Community School.
Koiki Mabo werd op 1 februari 1992 begraven in Townsville. Op 3 juni 1995, de derde verjaardag van het Mabo-vonnis, werd er een bronzen plaquette op zijn graf onthuld. Deze werd nog dezelfde dag gestolen. Ook werd het graf met hakenkruizen besmeurd. De familie van Koiki Mabo bracht zijn stoffelijk overschot na deze daad naar zijn geboortedorp Las op het eiland Mer, waar hij nog steeds ligt begraven.
In 1992 kreeg Koiki Mabo postuum de Human Rights Medal van de Human Rights and Equal Opportunity Commission uitgereikt.
In 1993 riep de Australische krant The Australian Edward Koiki Mabo uit tot Australian of the Year 1992.